# Птит-Россель
Птит-Россель (фр. Petite-Rosselle) — коммуна на северо-востоке Франции, регион Эльзас — Шампань — Арденны — Лотарингия, департамент Мозель, округ Форбак — Буле-Мозель, кантон Стирен-Вандель.

## География

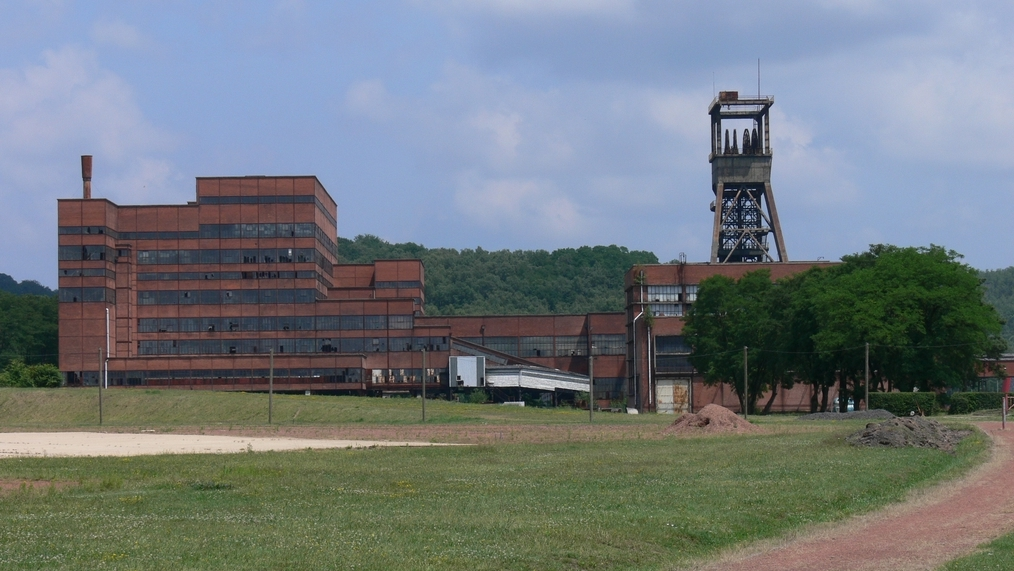
Музей Шахта Вандель.

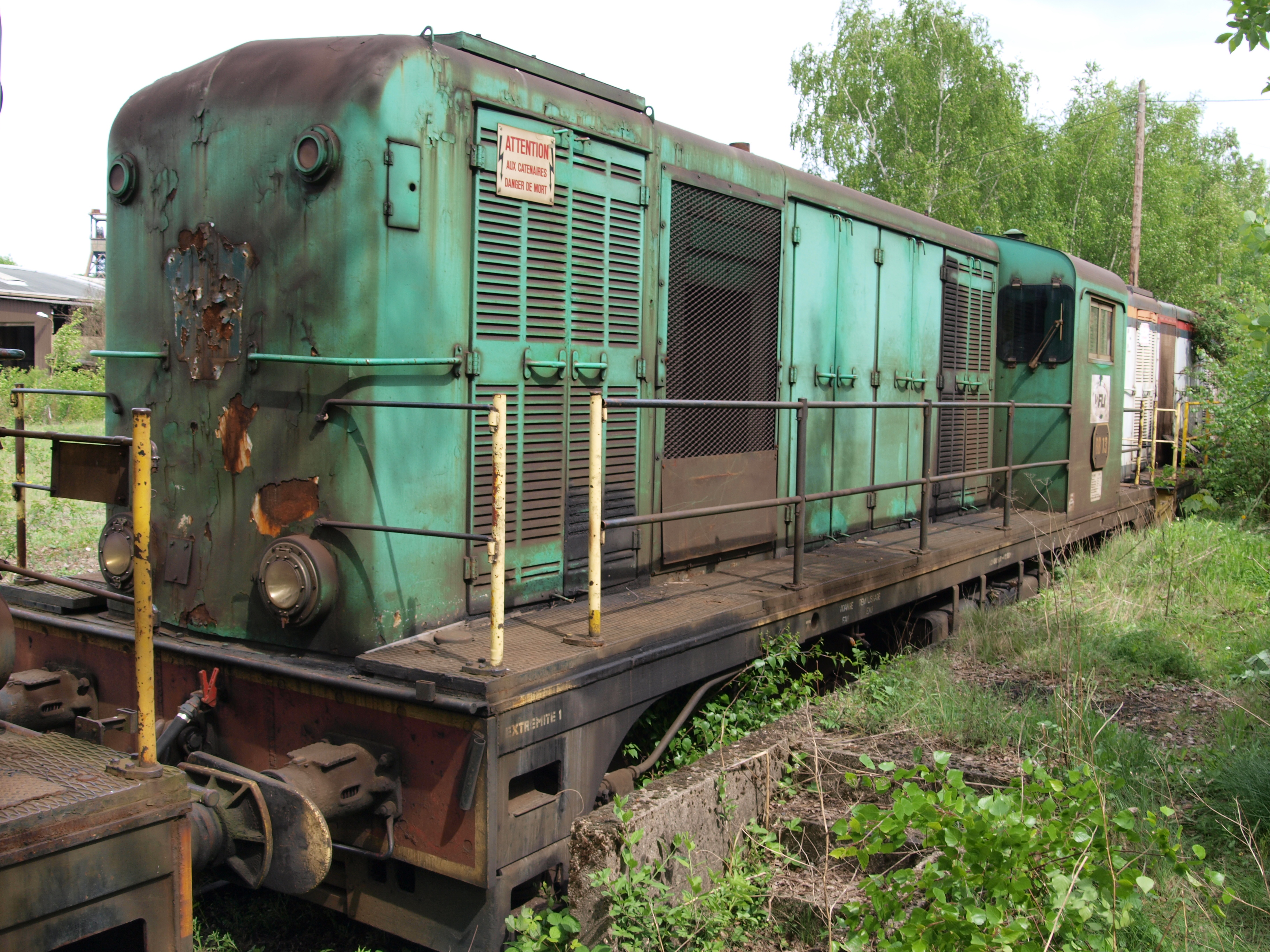
Дизельный локомотив BB13 компании VFLI в музее Шахта Вандель.

Птит-Россель расположен в 340 км к востоку от Парижа и в 55 км к востоку от Меца. Птит-Россель (Малый Россель) стоит на французском берегу реки Россель напротив германского города Гросроссельн (Большой Россель) по другую стороны реки.

## История
- Россель был основан в 1290 году по обе стороны реки, в 1326 году был разделён на Большой и Малый Россель.
- В 1856 году здесь были открыты залежи угля, что стало причиной быстрого промышленного развития региона. Семья Вандель владела шахтами Росселя.
- После поражения Франции во франко-прусской войне 1870—1871 годов вместе с Эльзасом и департаментом Мозель был передан Германии по Франкфуртскому миру и возвращён Францией после Первой мировой воины по Версальскому мирному договору в 1918 году.
- Город сильно пострадал во время Второй мировой войны в результате бомбёжек союзников, освобождён лишь в марте 1945 года.

## Демография
По переписи 2011 года в коммуне проживало 6567 человек.

## Достопримечательности
- Музей шахты Ванделя.
- Церковь Сен-Теодор (1955).